# 율령국

오기칠도와 율령국 일람.

율령국(일본어: 律令国 리쓰료코쿠[*]) 또는 영제국(일본어: 令制国 료세이코쿠[*])은 일본의 지방을 구분한 옛 행정 구역 단위이다. 보통은 구니(國)로 불렸다. 아스카 시대의 율령제 반포로 정립되어 시대에 따라 점차 확장되어 근세 시기 66개의 구니로 구분하였다. 여기에 보통은 섬으로 분류하는 쓰시마국과 이키국을 합하면 68개 구니가 된다. 메이지 시대 초기까지 지방 행정 구역의 기본 단위로 사용되었다. 이후 폐번치현으로 행정 구역 단위의 의미는 상실되었으나 여전히 문화적 지방 구분의 한 가지 방법으로 쓰인다.

## 용어
일본의 전통적 광역 지방 구분은 오기칠도로 기나이와 일곱 도(道)를 구분하였다. 구니는 오기칠도를 구성하는 단위였다. 보통은 가와치노쿠니(河内国)와 같이 구니로 불렀고 중국의 주 제도에 빗대어 부르기도 하였는데 가와치국의 경우 가슈(河州)로 불렀다 고대 말기에서 중세 이후 구니가 기본적인 지방의 구분으로 자리잡으면서 헤이케모노가타리와 같은 문학 작품에서 전국 66개국과 같은 표현으로 일본 전체를 나타내기도 하였다.
율령국이나 영제국이라는 명칭은 현대의 역사학계에서 붙인 이름으로, 1970년대에 이르러 일본의 역사학계는 고대 일본의 율령 반포와 중앙정부의 성립 과정을 강조하면서 "영제국"이란 용어를 사용하기 시작하였다.

## 역사

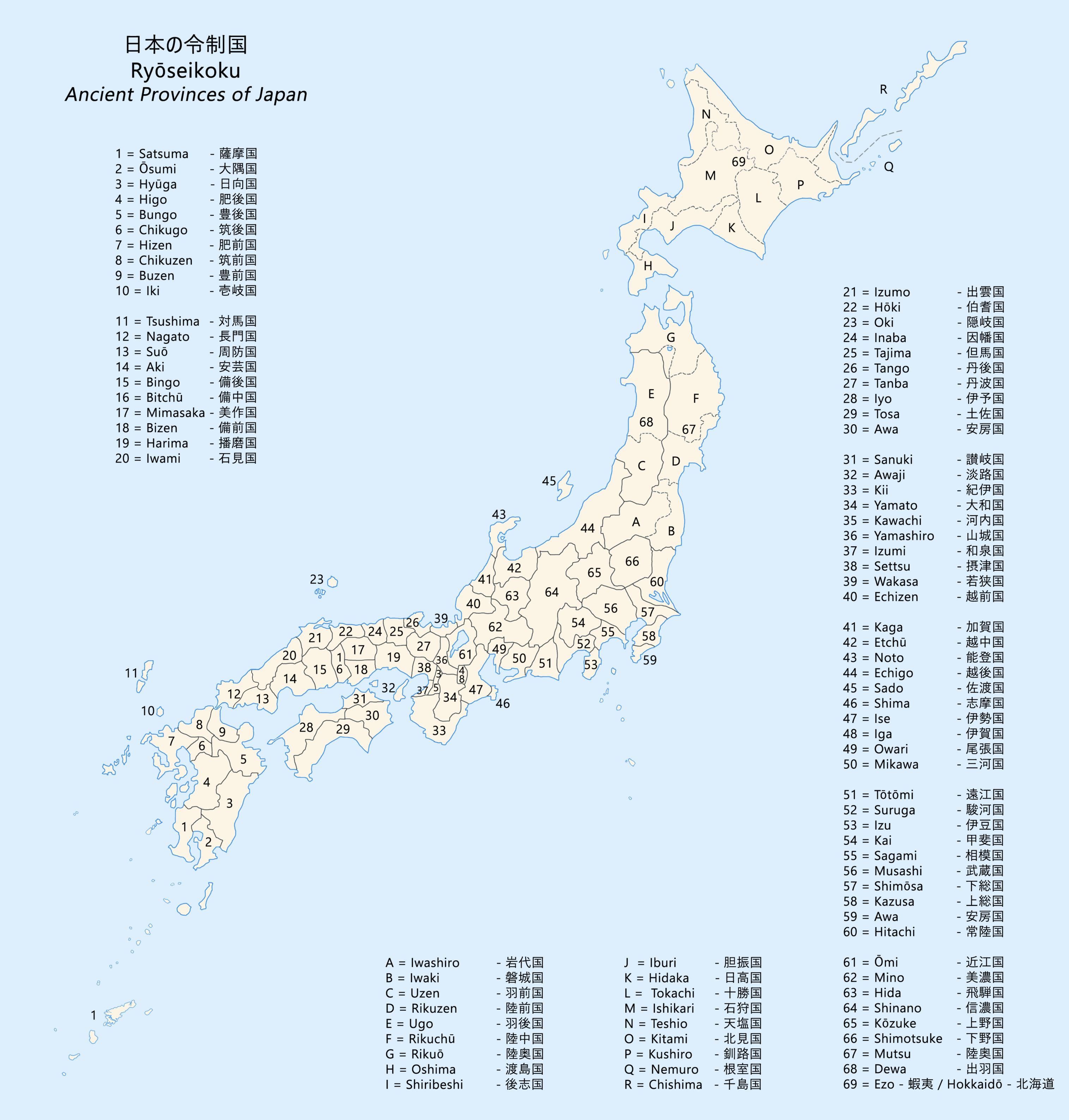
율령국 일람

### 고대
일본에 중앙정부가 세워진 것은 아스카 시대이다. 이전까지 일본에는 스스로를 "국"(國)으로 칭하던 많은 나라들이 각지에 분포해 있었다. 중국의 사서인 한서에는 기원 전후 시기 일본에 약 1백여 개의 국이 있었다고기록하고 있다. 이들 가운데 대왕으로 불리던 왕족이 7세기 무렵 천황을 자처하고 율령제를 실시하고 중앙정부를 수립하게 되면서 각각의 구니는 명목상 천황이 지배를 받는 지방 정권이 되었다.:72 아스카 시대의 일본의 율령제는 여러 차례 개정을 거듭하여 일본을 아스카를 중심으로 한 기나이와 도카이도, 산인도와 같은 7도의 지방으로 구분하여 오기칠도를 마련하였고,   각각의 도 아래에 크고 작은 구니를 배치하였다. 이렇게 하여 일본의 지방 행정 구역은 구니, 군, 리의 세 단계로 정비되었다.:90
그러나 당시 일본의 중앙정부는 혼슈의 서쪽만을 지배하고 있던 시기로 간토 지방, 도호쿠 지방 등의 동부 지역은 여전히 에미시로 불리던 아이누인 계열의 사람들이 독자적 권력을 유지하고 있었고, 규슈에는 하야토로 불리는 남방 계열의 사람들이 자리잡고 있었다.:95 일본의 중앙정부는 헤이안 시대까지 이들과 전쟁을 계속하며 영향력을 확대하였다. 훗날 막부를 세워 일본 정치의 중심이 된 "쇼군"의 정식 명칭은 정이대장군(征夷大將軍)으로 혼슈 동쪽의 에미시를 정벌하기 위해 임명한 장군이라는 의미이다.
아스카 시대에서 헤이안 시대에 이르는 고대 일본의 율령제에서 중앙정부는 각 구니에 고쿠시(国司)를 파견하여 통치하게 하였다. 고쿠시에는 구니를 관장하는 수장인 가미(守)와 구니의 크기에 따라 스케(介), 죠(掾), 사칸(目) 등의 관리가 있었다. 가미의 위계는 종5위였고 스케는 정6위 또는 종6위, 죠는 정7위에서 정8위 사이, 사칸의 경우 정8위에서 대초위까지의 위계를 지니고 있었다. 각 구니의 중심지는 고쿠가(國衙)로 고쿠시의 청사인 고쿠쵸(國庁)를 두었다. 고대 시기 일본의 각 구니는 천황의 조칙을 수행하는 등 중앙정부의 명령을 이행하는 지방 정부이었으나 동시에 각종 세금의 책정과 수취, 독자적 군사력의 확보, 외국 사절의 접대와 사신 파견 등의 일부 외교까지 담당하였다.

### 중근세

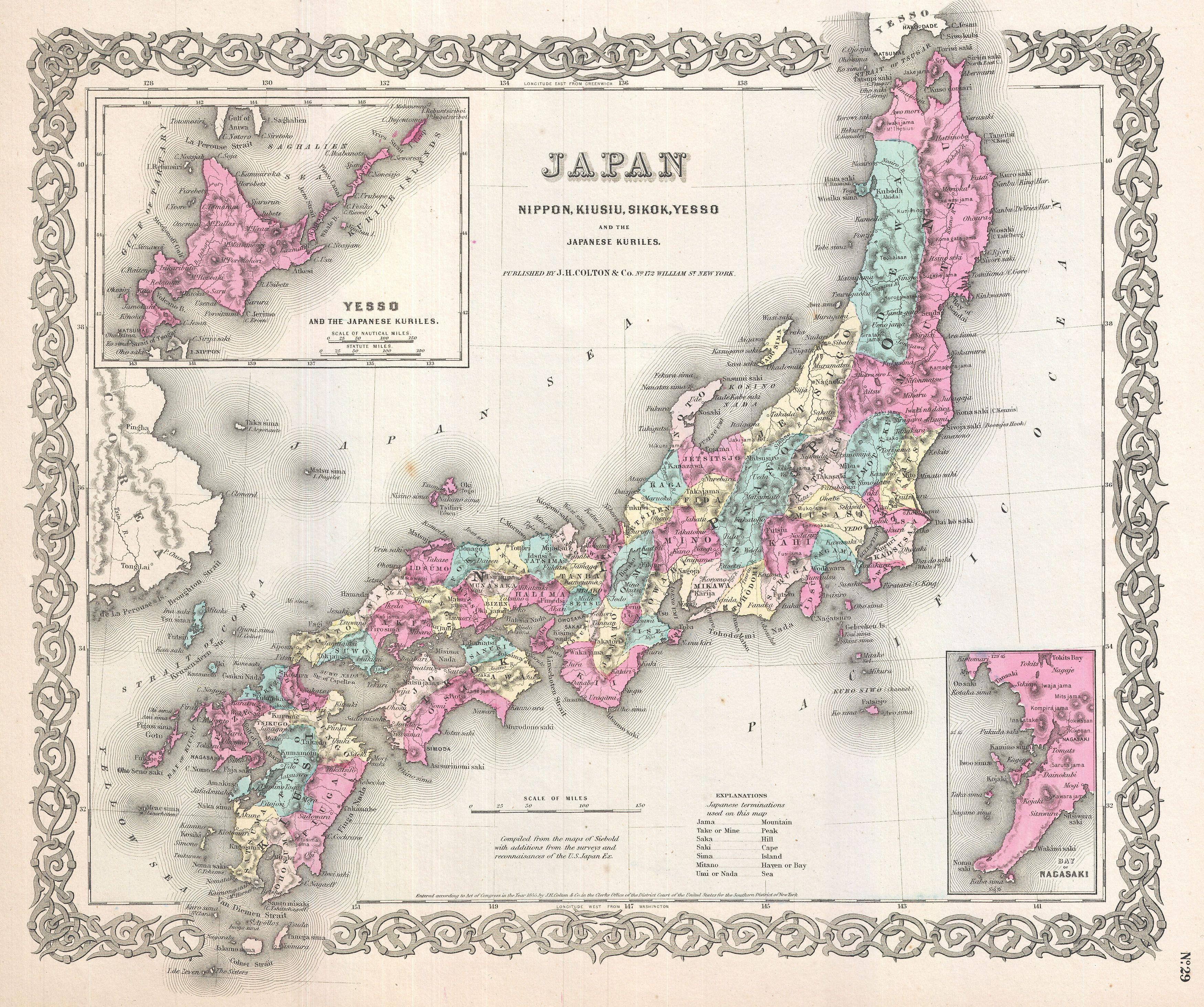
1855년 미국에서 제작된 일본지도. 각 구니로 일본의 지방을 표기하고 있다.

가마쿠라 막부가 수립되면서 천황은 상징적 의미만을 지닌 명목상의 군주로 변화하였고 실제 권력은 쇼군에게 집중되었다. 가마쿠라 막부는 구니의 행정 역시 막부가 파견한 슈고가 담당하게 하여 기존의 고쿠시 역시 명목상 관직에 불과하게 되었다. 무로마치 막부 시기에 이르러 슈고는 독자적인 권력을 지닌 슈고 다이묘로 변화하였고 적게는 하나의 구니에서 많게는 여러 구니로 이루어진 슈고 영제국을 지배하는 지역의 실권자가 되었다. 센고쿠 시대에는 각지의 센고쿠 다이묘가 성장하면서 슈고를 축출하였다. 일부 슈고 다이묘는 센고쿠 시대에도 자신의 영지를 유지할 수 있었으나 많은 슈고가 몰락하였다.
에도 시대에 이르러 실질적인 지방 행정 구역은 자치권을 지닌 다이묘가 지배하는 번으로 재편되었고 구니는 그저 명목상 명칭에 불과하게 되었지만, 여전히 주소의 표기와 행정 처분 등에서 기본적인 단위로 사용되었다. 다이묘의 영지는 적게는 1만석을 간신히 넘는 석고에서 많게는 백만석이 넘는 것까지 다양하였고, 이 가운데 하나의 구니 이상을 지배하는 다이묘를 고쿠슈(国主)로 불렀다.

### 해체
메이지 시대에 이르러 폐번치현의 일환으로 각 구니 역시 해체되었고, 이후 일본의 지방은 도도부현 체제로 개편되었다. 이후 옛 구니의 이름은 지역에 대한 관습적 표현으로 사용될 뿐 지방 행정 체계에서는 완전히 폐지되었다. 그러나 오늘날에도 각지의 문화적 특색을 언급할 때 옛 구니의 이름을 나타내고 있다.

## 구분
구니에는 규모에 따라 다이고쿠(大国), 조코쿠(上国), 주고쿠(中国), 게코쿠(下国)의 승격 구분이 있었고, 승격에 따라 고쿠시가 임명되었다. 승격에 따른 고쿠시의 배치는 다음과 같다.
제정 초기인 고대 시기 율령국의 승격은 시간이 지남에 따라 조정되었고 몇몇은 분할되기도 하였다. 헤이안 중기 무렵 작성된 엔기시키(延喜式)는 수도를 중심으로 한 기나이(畿内)와 가까운 긴고쿠(近国), 조금 떨어진 주고쿠(中国), 멀리 있는 온고쿠(遠国)를 구분하였다. 그러나 이 방식은 각 구니의 위치를 가늠하기 어렵기 때문에 보통은 오기칠도에 따라 구분한다.

## 영향
옛 율령국의 구분은 오늘날에도 일본의 지리와 문화에 많은 영향을 미치고 있다. 일본 열도의 섬들 가운데 규슈(九州)는 오늘날 7개 현으로 이루어져 있으나 과거 9개의 구니로 나뉘어 있었기 때문에 이런 이름이 붙었고 시고쿠(四国) 역시 4개의 구니로 이루어진 섬이란 뜻이다. 지방의 명산과 같은 문화에 있어서도 옛 구니의 이름이 붙는다. 예를 들어 사누키 우동은 사누키국에서 시작된 우동이란 뜻이다.

## 같이 보기
- 율령국 목록
- 오기칠도